# Лук сицилийский
Лук сицилийский (лат. Allium siculum) — вид цветковых растений рода Лук (Allium) семейства Луковые (Alliaceae). Относится к подроду Нектароскордум (Nectaroscordum), который раньше выделяли в отдельный род, и таксон имел наименование Нектароскордум сицилийский (Nectaroscordum siculum), которое в настоящее время является синонимом.  

## Распространение
Allium siculum распространен в Крыму, Румынии, Болгарии, Турции, Греции, Франции (включая Корсику) и Италии (включая острова Сицилия и Сардиния).

## Описание
Многолетнее травяное растение 70—120 см высотой. Луковица почти шаровидная, с кожистыми оболочками, раскалываются. Стебель прямостоячий, гладкий. Стебель прямостоячий, гладкий. Стеблевых листьев 3—4, прикорневые широколинейные гладкие, до 40 см длиной, 1—2 см шириной. Верхний листок почти без пластинки, в виде влагалища, окружающего стебель.
Соцветие — неплотный, пучковатый зонтик, в основе которого находится опадающее покрывало, цветки расположены на длинных свисающих цветоножках. Околоцветник ширококолокольчатый, в нижней части желтовато-зеленый, в верхней фиолетовый. Цветёт в мае—июле. Плодоносит в июне—июле. Размножается семенами и луковицами.